# Typhlops fuscus
Typhlops fuscus este o specie de șerpi din genul Typhlops, familia Typhlopidae, descrisă de Duméril 1851. Conform Catalogue of Life specia Typhlops fuscus nu are subspecii cunoscute.